# Sayuri Uenishi
Sayuri Uenishi (em japonês: 上西 小百合; Habikino, 30 de abril de 1983) é uma política e celebridade japonesa. Ela cumpriu dois mandatos na Câmara dos Representantes antes de ser expulsa de seu partido por se ausentar em uma sessão da Dieta e depois ser pega em alguns escândalos.

## Infância e educação
Uenishi nasceu em Habikino, cidade da província de Osaka, em 30 de abril de 1983. Ela estudou no Colégio Kobe e, depois da formatura, trabalhou por alguns anos em uma companhia de seguros e uma empresa de beleza antes de se interessar por política em 2012.

## Carreira
Uenishi foi eleita para a Câmara dos Representantes durante as eleições gerais japonesas de 2012. Ela representou o quarto distrito de Osaka e foi membro do Partido da Restauração do Japão. Em 2015, ela se tornou membro do Partido da Inovação, após a fusão de seu partido anterior.
No mesmo ano, Uenishi perdeu uma sessão na qual a Dieta votou no orçamento nacional. Apesar de alegar que estava doente, sua verão foi contestada pela Tokyo Sports que noticiou que ela havia jantado com um outro parlamentar na noite anterior da sessão. Ela foi expulsa após um diálogo com um dos líderes do partido, Toru Hashimoto. Alguns meses depois, ela foi pega doando oitocentos mil ienes em fundos de campanha para seu pai, na qual havia atuado como secretária particular. Em agosto de 2015, ela lançou uma autobiografia que incluía fotografias de si mesma em poses sugestivas.
Dois anos depois, Uenishi enviou uma rude mensagem ao Twitter do Urawa Red Diamonds por perder uma partida. Os torcedores do clube responderam a mensagem, iniciando uma discussão que resultou em ameaças de morte sendo enviadas para o escritório dela. Em 24 de setembro daquele ano, ela anunciou via conferência de impressa que não concorreria ao cargo durante as próximas eleições.
Em 2018, ela decidiu se tornar uma celebridade e foi contratada por uma empresa de produção.